# Kanton Créteil-Nord
Kanton Créteil-Nord is een voormalig kanton van het Franse departement Val-de-Marne. Kanton Créteil-Nord maakte deel uit van het arrondissement Créteil en telde 21.404 inwoners (1999).
Het werd opgeheven bij decreet van 17 februari 2014 met uitwerking in maart 2015.

## Gemeenten
Het kanton Créteil-Nord omvatte enkel het noordelijk deel van de gemeente Créteil.